# L'anima gemella
L'anima gemella è un film del 2002 diretto da Sergio Rubini.

## Trama
In un paesino della Puglia vive Teresa, viziata e arrogante figlia di un ricco commerciante di pesce, prossima alle nozze con Tonino, dipendente di suo padre. Il ragazzo, in realtà, è innamorato di Maddalena, una ragazza umile e dolce, ma è costretto a sposare Teresa poiché ha contratto un debito col padre di quest'ultima, che si comporta come un mafioso. Per umiliare la sua rivale, Teresa la invita al matrimonio; questo tuttavia ha un effetto inaspettato: Tonino rifiuta di sposare Teresa e fugge con Maddalena.
I due fuggiaschi trovano rifugio in un paese costiero nel leccese, mentre i familiari di Teresa meditano di trovare Tonino e ucciderlo. Teresa impazzisce per il dolore e il desiderio di vendetta; sua zia la conduce allora da Benedetta, un'anziana fattucchiera in grado di fare piccoli incantesimi a fin di bene. Tentando di convincerla a rinunciare alla vendetta, la donna rivela inavvertitamente a Teresa di avere il potere di farle assumere le sembianze di Maddalena, scambiando le anime e i corpi delle due ragazze. Nonostante le minacce di Teresa e la promessa di cinquanta milioni di lire, Benedetta rifiuta però di perpetrare il rito, nel timore di attirarsi lo scontento delle forze del male e del bene. Angelantonio, figlio di Benedetta, si offre allora di praticare la magia di sua madre.
Angelantonio rintraccia Maddalena, la rapisce e mette in pratica il rito di scambio; inizialmente la magia sembra fallire, ma il giorno dopo Teresa si risveglia nel corpo di Maddalena. Teresa chiede ad Angelantonio di uccidere la vera Maddalena, poi torna da Tonino con le sembianze della rivale. I due vivono una forte passione, ma Tonino percepisce subito che qualcosa sia cambiato in Maddalena. Nel frattempo ad Angelantonio manca il coraggio di uccidere la vera Maddalena, e commosso dalla dolcezza della giovane la porta da Benedetta. Maddalena le chiede di operare lo stesso rito e farle assumere le sembianze di Teresa, allo scopo di intercedere per lui e salvarlo dalla furia dei fratelli della sua rivale. Benedetta acconsente.
Con le sembianze di Teresa, Maddalena riesce a raggiungere e salvare Tonino poco prima che i fratelli della rivale lo uccidano; salva anche la sua nemica dallo stupro che sta per subire da parte di suo fratello, ignaro dello scambio. Nonostante questo Tonino non la riconosce, e lei si rassegna all'abbandono dell'amato.
Tempo dopo, si sta per celebrare il matrimonio di Tonino e Maddalena/Teresa, ma il ragazzo si sente insoddisfatto e deluso dai comportamenti capricciosi della sua amata; quando si trova casualmente in presenza di Teresa/Maddalena, si rende conto che anche lei è cambiata, diventando dolce e amabile. Durante il matrimonio, Tonino abbandona per la seconda volta Teresa nei panni di Maddalena e corre a trovare Maddalena nel corpo di Teresa, riconoscendo in lei la sua vera anima gemella.

## Produzione
Il film è stato ambientato e girato nel Salento, la parte più meridionale della Puglia: in particolare a Gallipoli, con scene anche a Nardò. Alcune riprese effettuate anche a Santa Cesarea Terme (Villa Sticchi) ed alla Località Ciolo (Gagliano del Capo).